# Périgny (Loir-et-Cher)
Périgny is een gemeente in het Franse departement Loir-et-Cher (regio Centre-Val de Loire) en telt 188 inwoners (1999). De plaats maakt deel uit van het arrondissement Vendôme.

## Geografie
De oppervlakte van Périgny bedraagt 10,3 km², de bevolkingsdichtheid is 18,3 inwoners per km².
De onderstaande kaart toont de ligging van Périgny (Loir-et-Cher) met de belangrijkste infrastructuur en aangrenzende gemeenten.

## Demografie
Onderstaande figuur toont het verloop van het inwonertal (bron: INSEE-tellingen).